# Будилківські сотні
Будилківські (Першобудилківська та Другобудилківська) сотні — адміністративно-територіальні та військові одиниці Сумського полку Слобідської України. Сотенний центр — слобода Будилки (тепер Будилка Лебединського району Сумської області). Сотні були розташовані на річці Будилка, лівій притоці річки Псел. Ліквідовані 1765 внаслідок московської «реформи» слобідських полків.

### Сотники будильські
- Красовський Тимофій (?-1732-?).